# Telegram en España
El uso activo de Telegram en España ─plataforma de mensajería y VOIP desarrollada por los hermanos Nikolái y Pável Dúrov─ creció de manera progresiva desde su llegada al país en 2014. Según una encuesta de 2016 de la agencia estadística Statista, Telegram aglutina al 13% de los usuarios digitales españoles. Es precisamente en ese país, donde la aplicación de mensajería con sede en EAU tuvo una de las principales acogidas en Europa tras su traducción al español en 2014. En 2018 se oficializó la versión en catalán, hecho que aumentó notoriamente su popularidad en la comunidad de Cataluña y generó numerosos canales de las diferentes consellerias de la Generalidad y demarcaciones administrativas.

Gráfico de mensajes diarios entre junio de 2014 y febrero de 2015. En el caso de España se muestra en color marrón, que llega al segundo lugar por debajo de Brasil.

La aplicación ha mantenido un ritmo de notoriedad constante, pero es a inicios de la década de 2020 donde se produce una implantación masiva en España, principalmente durante la pandemia de coronavirus en 2020. Durante los primeros años las organizaciones políticas fueron las primeras que percibieron Telegram como una herramienta útil de comunicación tanto a nivel interno entre sus militantes, como a nivel externo. Para mediados de 2020, la realidad se ha extendido a todo tipo de organizaciones políticas, sindicatos, administraciones públicas ─ministerios, comunidades autónomas, pero con una implantación exponencial entre ayuntamientos─, movimientos sociales y cooperativos ─cultura maker o las revueltas los Comités de Defensa de la República en 2018, o el movimiento Tsunami Democràtic en 2019, se han tejido en esta red─, proyectos educativos y formativos (cada vez más extendido entre estudiantes de oposiciones que comparten los exámenes y novedades en Telegram), o incluso líderes políticos del panorama nacional como Inés Arrimadas, Iván Espinosa de los Monteros y Pablo Iglesias que cuentan con su propio canal.

## Estadísticas
- En abril de 2014, se registraron entre 150.000 y 200.000 nuevos usuarios al día.[4]
- Entre 2016 y 2019, la empresa de estudio de mercadeo IAB Spain en colaboración con la agencia Elogia realizaron las siguientes estudios anuales de usuarios en las redes sociales:
  - En 2016, 887 casos de residentes entre 16 y 55 años: Un 42% reconoce indirectamente la aplicación y el 10% del total lo usa. El tiempo dedicada a la semana es de 2:52 horas.[16]
  - Para el 2018, proveniente de 909 casos: el 56% reconocen con factores externos la aplicación y 18% la usan. El tiempo dedicado al día es de 48 minutos en promedio.[17]
  - Para el 2019, 1094 casos: el reconocimiento redujo al 55% aunque se mantuvo el 18% de quienes la usan. El tiempo dedicado al día es de 55 minutos en promedio. Es la cuarta aplicación con mayor frecuencia diaria, debajo del conglomerado de Facebook, un 44% admiten su uso varias veces al día.[18]
- En mayo de 2018 el diario ABC y Proridata en colaboración con Statista estiman que existen 103.738 usuarios activos al día.[19]
- En octubre de 2019 las descargas contabilizadas por Sensor Tower en App Store y Google Play entre el 1 y el 20 de ese mes llegaron a los 300 mil.[20]
- Para marzo de 2020 Sensor Tower considera a Telegram dentro de las 25 aplicaciones más descargadas en Google Play, y que superó en posiciones a Francia. Así mismo El País considera que el crecimiento de búsqueda aumentó cuatro veces en casi dos años.[21]
- Para septiembre de 2020 Telegram está oficialmente disponible en idiomas español y catalán.[6] También admite traducciones a lenguas regionales creadas por comunidades e instituciones, como los casos de aragonés y mallorquín.[22][23]

## Uso político y administrativo

### Entidades administrativas y gubernamentales

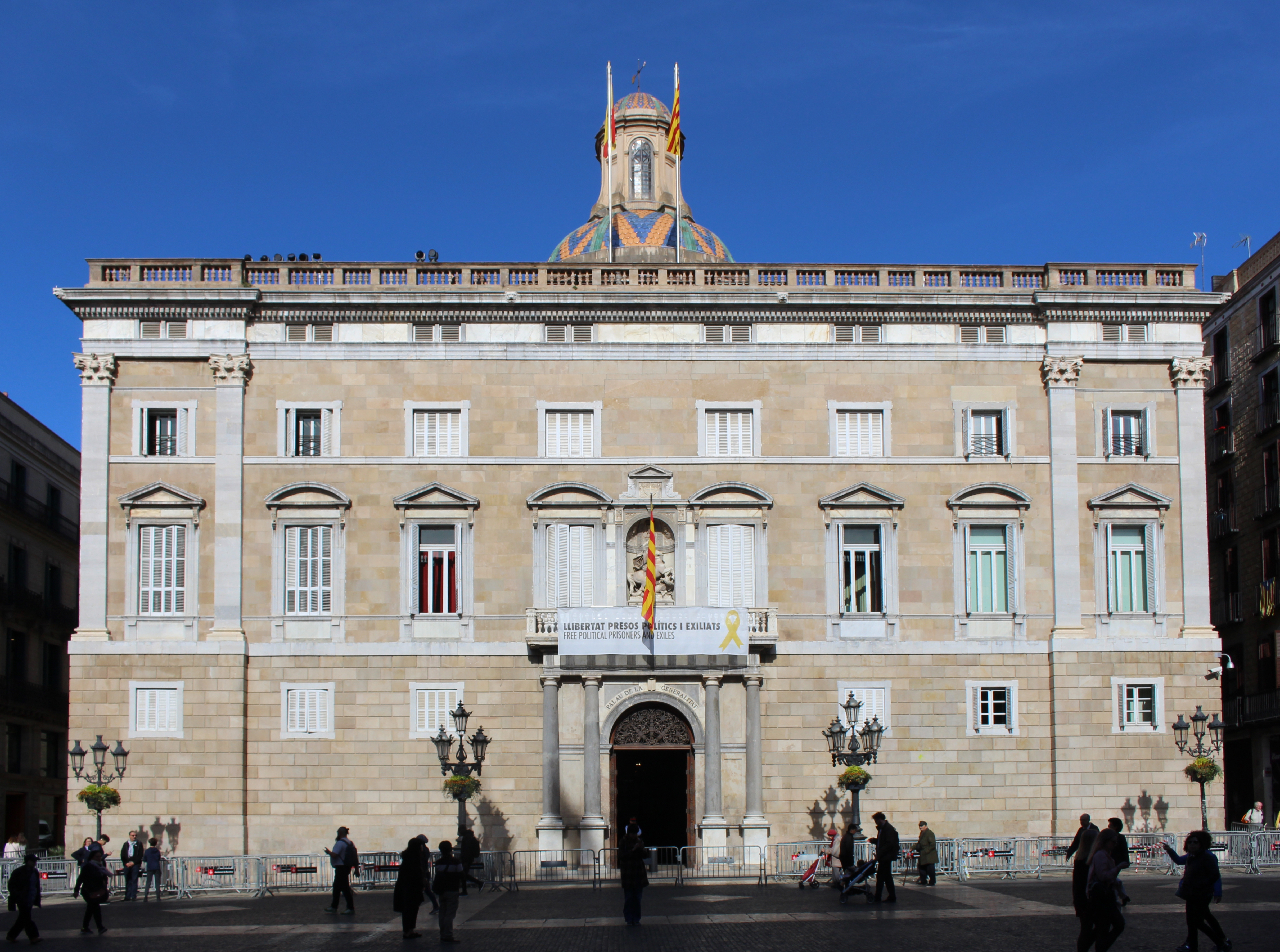
Generalidad de Cataluña (en la imagen se muestra a la sede presidencial) es una de las primeras entidades gubernamentales en comunicarse públicamente vía Telegram.

Los primeros avances de adopción de la aplicación de mensajería fueron progresivos y variaron por localidad. En octubre de 2014, una biblioteca vasca realizó una iniciativa para "jugar los detectives" usando la característica conocida de los "chats secretos". En diciembre se realizó un sistema de comunicación entre los ciudadanos y la policía de Murcia de forma gratuita. En mayo de 2016 la diputada de la Cortes Valencianas Clara Tirado eligió a Telegram para aplicar el protocolo de voto en la distancia, la segunda vez en realizar este protocolo dentro de la corte para tomar decisiones legislativas. Meses después, en junio de 2016, el ayuntamiento de Cuart de Poblet, en Valencia, anunció que realizarán el cambio de nombre de sus calles vía bot hacia los residentes. Las personas mayores de 16 años pudieron votar con la aplicación. La votación generó interés mundial cuando Pável Dúrov compartió dicha noticia.
Desde 2015 surgen las primeras implementaciones de atención ciudadana ofrecida a nivel gubernamental para la aplicación de mensajería. En junio de 2015 el Gobierno vasco implementó oficialmente el servicio Telegram para Zuzenean, a cargo de su presidente Iñigo Urkullu, usando como alias @zuzenean012. Este sistema es exclusivo para los usuarios de la plataforma por motivos de seguridad y productividad, y que logró atender más de 2800 consultas en el año 2018. Le sigue la Generalidad de Cataluña en mayo de 2016 y cuyo alias es @gencat012, que añade un canal principal para noticias y un bot para interactuar eventos en la localidad. En 2020 se unió el gobierno de Aragón un bot para respuestas de emergencia desarrollado por el ITAINNOVA. Más adelante los bots tendrían relevancia para la atención ciudadana por el Ayuntamiento de Madrid.
Además de centros gubernamentales participaron ministerios y otras entidades para ayudar a los ciudadanos. En noviembre de 2015 el Ministerio de Justicia habilitó una línea comunicativa para realizar consultas legales en Telegram. En noviembre de 2016 la Conselleria de Educación, Investigación, Cultura y Deporte, una de las consejerías valencianas, habilitó el canal @gvaEducacio para informar a docentes y agentes de la comunidad de forma pública. En septiembre de 2020 la Educación de la Generalidad de Cataluña abrió dos canales centrados en el cuidado de instituciones educativas basada en la aplicación Traçacovid bajo el nombre Salut Escola.
Por otro lado, en octubre de 2018 la Universidad de Barcelona planificó migrar a Telegram para la comunicación con la plana docente y administrativa. Caso similar ocurrió con la Asociación de Madres y Padres de Alumnos en abril del próximo año y la Universidad Rey Juan Carlos en septiembre de 2017. En 2020 el ayuntamiento de Barcelona anunció la creación del canal de índole artístico para su ciudad bajo el nombre de InfoBarcelona. En julio de 2020 INCIBE lanzó una campaña para informar la protección de datos de empresas, al año siguiendo anunció otro espacio para la ciudadana en general.
A partir del 20 de enero de 2020 la Secretaría de Estado de Comunicación formalizó crear un canal de comunicación para los periodistas que participan en el Palacio de la Moncloa. El objetivo es unificar y agilizar los comunicados del presidente Pedro Sánchez.

#### Canales de información sanitaria
A finales 2019 se creó un canal dedicado a la salud regional llamado Salutcat (contracción del Servicio Catalán de Salud). Luego, en una publicación de Telegram de marzo de 2020 anunció oficialmente el canal del Ministerio de Sanidad para alertas a nivel nacional. Dicho canales se incorporaron en el canal recopilatorio Coronavirus Info.

#### Ayuntamientos
La administración local y más concretamente los ayuntamientos fueron las entidades públicas que realizaron una apuesta más decidida por Telegram al crear canales informativos para la ciudadanía. En enero de 2020 apareció el primer estudio sobre la implantación de Telegram en los ayuntamientos de España, fue realizado por la periodista Amalia López Acera, que cifró en 71 canales los existentes a esa fecha. El estudio sirvió de base para comenzar posteriores investigaciones y reportajes, aunque si bien es cierto, existían más canales de ayuntamientos creados antes de 2020 que los 71 expuestos en el artículo como Ademuz, Alcira, Llagostera, La Nucía, Sueca o Vall de Bas, entre otros.
Durante la pandemia del coronavirus se produjo un auge exponencial de canales de ayuntamientos que comenzaron a emitir información de interés a modo de alertas en el móvil de sus vecinos y vecinas. En abril de 2020, El Mundo realizó un reportaje sobre el boom de Telegram entre los ayuntamientos españoles. En este artículo la periodista López Acera aclaró que la migración a Telegram también se debe al «rechazo a los 'fallos' de los algoritmos en redes sociales» y la opción de «compartir vídeos, enlaces de otras redes o PDF completos».
El Mundo señaló como caso más paradigmático durante la pandemia al Ayuntamiento de San Vicente del Raspeig, esta smart city del área metropolitana de Alicante, convirtió su canal en el primero de España en mayo de 2020 y fue el primero en alcanzar los 3.000 suscriptores en junio de 2020. La periodista y experta en comunicación institucional, Ana López Tárraga, posicionó en lo más alto a San Vicente tras centralizar en Telegram toda la información municipal mediante noticias e infografías.
De entre los principales canales de Telegram de España, las autonomías del corredor Mediterráneo son las que más apuestan por este servicio de mensajería. Por este orden, Cataluña, Comunidad Valenciana y Región de Murcia.
Guadalcanal fue el primer ayuntamiento de España en crear su canal de Telegram en 2016. En 2019, el Ayuntamiento de Vall de Uxó fue el primero del país en alcanzar los 1.000 seguidores, en marzo de 2020 Vall de Uxó también fue el primero en alcanzar 2.000 seguidores. El 1 de junio de 2020, el Ayuntamiento de San Vicente del Raspeig fue el primero en superar los 3.000 seguidores. A continuación se listan los principales canales de ayuntamientos españoles:
| Ranking canales Ayuntamientos A 1 de junio de 2020 | Ranking canales Ayuntamientos A 1 de junio de 2020 | Ranking canales Ayuntamientos A 1 de junio de 2020 | Ranking canales Ayuntamientos A 1 de junio de 2020 | Ranking canales Ayuntamientos A 1 de junio de 2020 |
| #                                                  | Ayuntamiento                                       | Suscriptores                                       | Año de creación                                    |                                                    |
| -------------------------------------------------- | -------------------------------------------------- | -------------------------------------------------- | -------------------------------------------------- | -------------------------------------------------- |
| 1                                                  | San Vicente del Raspeig                            | 3.001                                              | 2020                                               |                                                    |
| 2                                                  | Vall de Uxó                                        | 2.796                                              | 2017                                               |                                                    |
| 3                                                  | Barcelona                                          | 2.644                                              | 2020                                               |                                                    |
| 4                                                  | Sabadell                                           | 2.509                                              | 2020                                               |                                                    |
| 5                                                  | Vich                                               | 2.403                                              | 2020                                               |                                                    |
| 6                                                  | Sueca                                              | 2.056                                              | 2019                                               |                                                    |
| 7                                                  | Manresa                                            | 1.674                                              | 2020                                               |                                                    |
| 8                                                  | Torelló                                            | 1.559                                              | 2020                                               |                                                    |
| 9                                                  | Lérida                                             | 1.551                                              | 2020                                               |                                                    |
| 10                                                 | Benicarló                                          | 1.345                                              | 2017                                               |                                                    |
| 11                                                 | Castellar del Vallés                               | 1.288                                              | 2020                                               |                                                    |
| 12                                                 | Alcantarilla                                       | 1.246                                              | 2019                                               |                                                    |
| 13                                                 | Figueras                                           | 1.227                                              | 2020                                               |                                                    |
| 14                                                 | Villanueva y Geltrú                                | 1.225                                              | 2020                                               |                                                    |
| 15                                                 | Calpe                                              | 1.224                                              | 2019                                               |                                                    |
| 16                                                 | Los Alcázares                                      | 1.204                                              | 2019                                               |                                                    |
| 17                                                 | Jávea                                              | 1.168                                              | 2020                                               |                                                    |
| 18                                                 | Canet de Mar                                       | 1.127                                              | 2020                                               |                                                    |
| 19                                                 | Lorca                                              | 1.087                                              | 2020                                               |                                                    |
| 20                                                 | El Prat de Llobregat                               | 1.075                                              | 2017                                               |                                                    |

### Agrupaciones políticas

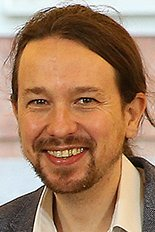
Pablo Iglesias, uno de los usuarios activos de Telegram en España.

Telegram alcanzó notoriedad entre candidatos de agrupaciones políticas para sus reuniones. Dos de los motivos son la opción de destruir las conversaciones y los grupos. El primer caso altamente conocido es Pablo Iglesias y su partido político Podemos desde 2015. El entonces líder político pudo realizar comunicaciones con familiares cercanos y compañeros como Carolina Bescansa, Teresa Rodríguez y Pablo Echenique. También convenció al secretario general de PSOE Pedro Sánchez que anteriormente recurrió a los SMS. Además tuvo relevancia para su campaña presidencial en que se creó un canal dedicado a sus labores.
Más adelante, algunas decisiones importantes de otros políticos del partido Podemos se tomaron directamente de los mensajes enviados entre contactos. Para evitar filtraciones Podemos instó a sus integrantes que borren frecuentemente el almacenamiento de los celulares de forma automática. Para 2016 el diario El Norte de Castilla indicó que hay 70 canales públicos del mencionado partido. Debido a su potencial comunicativo, el candidato al Senado y cercano al partido Santiago Alba Rico expresó que "Telegram es una garrapata". Sin embargo, Podemos planteó convencer a otros integrantes de PSOE para realizar coordinaciones con dificultades.
Posteriormente, Vox adoptó usar esta plataforma para comunicarse ante una eventual censura. Según la agrupación es la herramienta de comunicación oficial desde abril de 2020. Tras la adopción al servicio de mensajería, su canal oficial creado meses antes alcanzó los 40.000 suscriptores a 14 de abril de 2020.

#### Información política y electiva
En junio de 2016 dos españoles anunciaron el desarrollo de Politibot para las elecciones presidenciales en España. En la conversación es posible definir el tipo de usuario elector para ayudar a tomar decisiones y evadir información falsa. Más adelante el equipo de la web Maldita.es creó el bot BuloBot, que averigua si el enlace de la web es un bulo, y el canal sobre notificas falsas Maldito Bulo. De forma similar ocurrió con Newtral, creada por la periodista Ana Pastor y que recurre a cuestionarios en alguna de sus publicaciones.

### Colectivos sociales
Además de las autoridades, colectivos sociales y ciudadanos usan Telegram para manifestaciones y coordinaciones por motivos varios.
En octubre de 2017, durante el referéndum de independencia de Cataluña de 2017, los separatistas crearon un bot para conocer los lugares de votación con el DNI del votante. Esto se debió al cierre de páginas web por la justicia española. Entre noviembre y diciembre de 2018, los Comités de Defensa de la República siguieron usando la aplicación con la creación de canales y grupos para comunicarse en diferentes ciudades. 20 Minutos estima que son 6000 integrantes.
A dos años del referéndum de Cataluña, en 2019 la adopción de la aplicación por los independentistas creció con la creación del canal Tsunami Democràtic, el más popular en su país en ese año. El 7 de octubre el colectivo alcanzó los 56.000 suscriptores y 100 mil al 8 de dicho mes. Su rápido crecimiento hizo que para el 14 de ese mes la cantidad alcance entre los 130 y 150 mil seguidores, al día siguiente con 200 mil, y al 1 de noviembre con 380 mil para alcanzar la mayor popular en el país. Junto al canal está la cuenta de cobertura de sus eventos Anonymous Cataluña, que conforman 225.000 simpatizantes (a 21 de octubre).
En un reportaje de El Tiempo, Tsunami Democràtic adopta la estrategia pacifista de Hong Kong del mismo año al compartir sus publicaciones. Además, el colectivo creó un canal que envió boletos de transporte para ocupar una terminal del aeropuerto de Barcelona sin promover actos de violencia. Más tarde, se elaboró otro alias para descargar las aplicaciones móviles actualizadas a los integrantes.
El 28 de abril de 2020, la Comisaría General de Información de la Policía encontró a 17 grupos de #StopConfinamientoEspaña, en referencia al confinamiento del país. La cantidad de inscritos del canal principal superó los cinco mil y su objetivo es realizar una manifestación para el 2 de mayo con guías orientativas para los suscriptores. La investigación indicó que el colectivo tuvo el apoyo de simpatizantes de la coalición ADÑ Identidad Española. En Cataluña se encontró otro similar con el nombre de desobedienciacivilCAT.

## Noticias
Los canales y bots son funcionalidades que sirven para avisar novedades o sucesos de interés. Algunos medios de comunicación locales, incluido los periodísticos, usan los canales para resúmenes de noticias relevantes del día o de última hora. La estrategia emplea mensajes contados en primera persona por los propios periodistas. Blogs y programas de televisión también emplean esta funcionalidad para la compartir sus publicaciones recientes de la web. También los medios nacionales difunden excepcionalmente avances de eventos electivos o recomendaciones frente a eventos mundiales como el caso del coronavirus en 2020.
La Editorial Prensa Ibérica anunció la creación de bots para compartir material de los suscriptores y recibir el boletín informativo según su localidad. Entre los diarios que poseen sus respectivos bots se encuentran La Opinión-El Correo de Zamora, Faro de Vigo, La Nueva España, La Opinión de Málaga, entre otros. Una de las iniciativas del grupo de prensa es cubrir la Lotería de Navidad en 2019 y comprobar si coincide algún número sorteado.
| Año de creación                                          | Medio de comunicación                                                              |
| -------------------------------------------------------- | ---------------------------------------------------------------------------------- |
| 2021                                                     | Marca y El Periódico                                                               |
| 2020                                                     | Antena3, Economía Digital, El Mundo, laSexta, y Forbes.                            |
| 2019                                                     | Público, eldiario.es, Última Hora, Editorial Prensa Ibérica (bots) y Microsiervos. |
| 2015-2018                                                | El Periódico, El País, El Economista, y Ara.                                       |
| Fuente: publicaciones oficiales de los medios señalados. |                                                                                    |

## Grupos de investigación y desarrollo
Con motivo de la llegada del brote de COVID-19 al país, se formaron salas de conversación con ayuda de la aplicación de mensajería para investigación y desarrollo de herramientas médicas. El caso conocido es Coronavirus Makers,  formado inicialmente en Asturias, en marzo de 2020 Business Insider mostró el funcionamiento de una comunidad de entonces 1900 voluntarios encargados de crear en poco tiempo un prototipo de respirador artificial de código abierto y a bajo costo. El proyecto se abrió al público profesional y aficionado y se diversificaron en otros subgrupos, 40 según El Mundo. Entre ellos están de documentación, diseño, pruebas de desarrollo y tareas específicas.
Para 22 de marzo el grupo de Coronavirus Makers alcanzó los 13000 inscritos y recibió el apoyo de instituciones. Debido a la alta demanda, se ampliaron a redes de producción e impresión por ciudades con sus coordinadores bajo la etiqueta CV19. Un empresario que participa en el grupo permitió realizar impresión 3D de los prototipos a los hospitales de Extremadura. También se elaboraron fábricas de producción caseras de mascarillas y gafas con ayuda de miles de colaboradores en La Coruña y Cataluña. En cambio, se fabricaron viseras a partir de plástico protector y una goma en Ibiza, Segovia y Salamanca. Sin embargo, el proyecto recibió el escepticismo de las autoridades sanitarias de Madrid a pesar de urgente necesidad en esa ciudad.
El evento inspiró a formar otros colectivos con mismos fines. Según un diario de Sevilla señala que una asociación sin fines de lucro conformado por 400 colaboradores en su el grupo elaboró equipos de protección individual con información para extender el alcance del proyecto.  En Argentina y bajo la coordinación de Julián Fernández se realizaron otras salas similares para coordinar la producción y logística en distintas provincias.

## Desarrollo de clientes accesibles
En abril de 2021 un residente en Burgos elaboró Yayagram, un cliente personalizado, para que su abuela de 96 años se comunique con sus nietos. Consistió en un caja comunicadora que envía mensajes de audio con un botón al remitente que asignó previamente en la clavija. Además, las respuestas de sus nietos se imprimen en la caja con el mensaje de texto en lugar de una pantalla.
En diciembre de 2022 otro usuario desde Valladolid construyó un cliente a partir de una Raspberry Pi Zero 2 W y una impresora térmica para compartir fotos de sus familiares mayores a partir de un presupuesto de 180 euros. Este artilugio imprime 150 fotos por cada 10 metros de papel.

## Otros usos
Además de ser herramienta de comunicación periodística, social y política, se empleó en el negocio, la educación y etretenimento. Las iglesia de Hermandad emplean los canales para comunicar eventos religiosos.
A finales de 2015 tres jóvenes crearon el proyecto Chollometro para informar ofertas del día en productos dentro de un canal. El proyecto, ahora gestionado por una empresa, consiguió un alto volumen de usuarios ya que dicho canal alcanzó mil suscritos en un mes. A enero de 2019 se suscribieron 100 mil usuarios. En 2017 se estrena el bot "Octopocket", creado por Manuel Sales para realizar pagos de criptodivisas; en junio de ese año obtuvo el premio BotPrize realizado por la organización.
En diciembre de 2019 el canal de televisión RTVE empleó en su concurso a un grupo privado de Telegram, integrado por el reparto, a los seguidores de la serie Servir y proteger. En ese mes el artista Cepeda creó su canal para compartir exclusivas de sus nuevas producciones musicales, este alcanzó los 5000 suscriptores en dos días, y que motivó a su compañera Ana Guerra crear su propio canal para ese fin. En abril de 2020 se realizó una escenificación teatral de pago, con guía de audio para los espectadores.
Además de los canales y grupos, los bots tuvieron relevancia en aportar otras funciones. En 2015 Ara recomendó un bot para traducir el español al catalán. En abril de 2020 el sitio web Genbeta recopiló una lista de nuevos bots hechos por españoles. Entre ellos están utilidades de registro de envíos, moderación de grupos, seguimiento de programas de televisión y gestión de actividades en instituciones educativas.

### Educación
En enero de 2017 un estudiante de la Universidad del País Vasco realizó un experimento para comunicar entre compañeros usando los grupos de Telegram y el foro Moodle. En abril de 2020 el colegio El Puche de Andalucía aprovechó a los canales privados Telegram como un recurso para celulares de bajo costo. En noviembre de 2020 las universidades de Jaén y Alicante recopilaron insultos de los ciudadanos para entrenar a los asistentes virtuales y diagnosticar malestares de ese tipo.

### Apuestas deportivas
El reportaje de Xataka de marzo de 2019 reveló que pronosticadores de apuestas deportivas usan los canales para compartir consejos de forma gratuita o de pago. El país es conocido por una alta influencia de aficionados a las apuestas. Esto permite que algunos de ellos consigan una membresía para acceder un canal privado, convirtiendo en un negocio rentable. Uno de los más populares es Juan Gayá, cuyo canal gratuito alcanzó los 100.000 usuarios y su canal de membresía está compuesto entre 1500 y 3000 usuarios mensuales. Sin embargo, eldiario.es descubrió durante el último trimestre de 2019 que los asesores de apuestas aprovechan la falta de regularización para conseguir dinero de sus suscriptores y la falta de transparencia en los resultados mostrados en sus canales. En junio de 2021 el portal Maldita.es reveló que se promoció un canal de pronosticadores de origen desconocido con falsas reseñas para animar a sus víctimas a "ganar dinero".

## Incidentes

Vista exterior de la Sagrada Familia, basílica ubicada en Barcelona. El La pegatina de España dentro del set de países del mundo destaca a este edificio.

Durante el «boom de febrero», la compañía de telefonía móvil Yoigo bloqueó por error por «usar llamadas VOIP» al igual que Skype. Esto generó indignación a los abonados que tendrían que adquirir paquetes de pago. La compañía fue consciente de esta actitud y pidió disculpas.
En mayo de 2015 una usuaria de Telegram «reclamó» a los desarrolladores sobre una pegatina de España, diseñado por un tercero; en ella se llevaba una camiseta con los colores de la señera, un sombrero andaluz, un escudo de España, un toro y, de fondo, la Sagrada Familia de Barcelona. Durov pidió disculpas acerca de la pegatina por considerar de «irrespetuosa», sin embargo, surgieron opiniones divididas cuando respondió a la usuaria que «soy fan de Cataluña y espero que sea un estado independiente reconocido por España y la ONU» matizando que «siempre que la mayoría de los catalanes así lo quieran, por supuesto».
En mayo de 2016 la Asociación de Editores de Diarios Españoles propuso demandar a los usuarios que publicaron portadas de diarios a través en sus canales sin pagar cánones por derechos de autor. En mayo de 2019 el Centro Español de Derechos Reprográficos informó que Telegram bloqueó 16 canales que distribuyeron libros y revistas sin autorización de sus autores.
En junio de 2016, en Change.org, realizaron una petición para erradicar la difusión de pornografía infantil. La idea fue por iniciativa del canal Canal Anti Pornografía Infantil (AntiCP o Antipedofilos) que mostró pruebas acerca de la difusión junto a intervenciones de la Policía. Ese canal es un colectivo anónimo que emplea su propio canal para facilitar las denuncias a la Guardia Civil y notificar a los desarrolladores de la plataforma. Al cierre de la petición, al mes siguiente, se recolectaron 152.916 firmas.

### Orden de bloqueo
En marzo de 2024, el juez Santiago Pedraz autorizó una orden judicial a favor de las empresas Mediaset, Atresmedia y Telefónica (por medio de la sucursal Movistar Plus), otorgando a los proveedores de Internet un plazo de tres horas para su cumplimiento. El plazo otorgado fue significativamente reducido, lo que impidió una notificación adecuada a los proveedores. El suceso generó comparaciones con la censura en Brasil, donde se intentó restringir el acceso a una aplicación como parte de una operación contra grupos neonazis.
El magistrado de la Audiencia Nacional justificó en su resolución que la medida es «necesaria, idónea y proporcionada». Sin embargo, la imposición de la medida suscitó reacciones adversas centradas en su supuesto favoritismo hacia las empresas. El experto en derecho digital Borja Adsuara afirmó que esta representaba «una contienda entre el Estado de Derecho y las multinacionales, que actúan con la impunidad de señores feudales».
Además, diversas organizaciones como Facua y partidos políticos como Vox y Podemos condenaron la decisión, calificándola de desproporcionada. Posteriormente, el abogado de Pirates de Cataluña, Josep Jover, anunció su intención de recurrir el bloqueo ante el Tribunal de Justicia de la Unión Europea.
En respuesta a los intentos de censura, especializadas señalaron que la aplicación ha optado por utilizar su propio proxy, medida que ha priorizado para prevenir futuras restricciones o bloqueos.
Finalmente, el juez Pedraz reconoció que la medida era fácilmente evadible y canceló la orden judicial.